# Saluti dal mare
Saluti dal Mare è un singolo del gruppo musicale italiano Statuto, pubblicato nel 1993 dalla EMI.

## Il disco
È il singolo con il quale la band partecipa al Cantagiro, ed è contenuto nell'album È tornato Garibaldi.
La canzone "Saluti dal mare" racconta in modo molto ironico e divertente l'infedeltà di una donna nei confronti del compagno, durante una vacanza mentre lui era ancora in città a lavorare.
Nel disco sono contenute altre tre canzoni, di cui 2, "Aio Aio" e "Sha na na e vai" di Paolo Belli, estratte dal disco e l'altra è la cover di "Berta Filava" di Rino Gaetano.

## Tracce
1. Saluti dal Mare
2. Aio Aio
3. Sha na na e vai
4. Berta filava (cover di Rino Gaetano)